# Lanko Grand Hyatt Hotel
Le Lan Kou Grand Hyatt Hotel est un gratte-ciel hôtelier de 258 mètres construit en 2005 à Chongqing en Chine.